# عامل الخوف
عامل الخوف (بالإنجليزية: Fear Factor) هو برنامج مسابقات أمريكي تم بثه لأول مرة على إن بي سي من 2001 إلى 2006 واستضافه في البداية الممثل الكوميدي ومعلق يو إف سي جو روغان. تم تعديل العرض من النسخة الهولندية الأصلية الحاليا نيفرلاند وأعيدت تسميته الي عامل الخوف بواسطة إندمول وإن بي سي للسوق الأمريكية. أنتج العرض العديد من العروض العرضية، مما أدى إلى إنشاء امتياز عامل الخوف. يعرض العرض المتسابقين ضد بعضهم البعض في مجموعة متنوعة من ثلاث حركات مثيرة للحصول على جائزة كبرى، عادة ما تكون 50000 دولار. بالنسبة للمواسم الخمسة الأولى من السلسلة الأصلية، كان المتسابقون يتألفون بانتظام من ثلاثة رجال وثلاث نساء يتنافسون على أنفسهم. في الموسم السادس، تم تعديل تنسيق العرض ليشمل أربعة فرق متنافسة من شخصين تربطهما علاقة سابقة ببعضها البعض. تم إلغاء عامل الخوف بواسطة إن بي سي في عام 2006 بعد ستة مواسم و 144 حلقة، تم إحياؤها لفترة وجيزة في عام 2011 لموسم السابع من تسع حلقات، وتم إلغاؤها للمرة الثانية في عام 2012 وإحيائها للمرة الثالثة في عام 2017 لبثها على قناة إم تي في مع مغني الراب والممثل لوداكريس يتولى دور المضيف؛ انتهى العرض في 2018 بعد موسمين على تلك الشبكة و 33 حلقة فقط، ليصل إجمالي الحلقة إلى 186 عبر شبكتين.

## عرض الشكل

### التنسيق الأصلي (2001-2012)
يبدأ العرض بمقدمة من الراوي وهي الأكثر استخدامًا:
| « | تخيل عالما تصبح فيه مخاوفك الكبرى حقيقة. مرحبًا بك في "عامل الخوف". في كل عرض، يتنافس ستة متسابقين من جميع أنحاء البلاد في ثلاث حركات مثيرة للغاية. تم تصميم هذه الأعمال المثيرة لتحدي المتسابقين جسديًا وعقليًا. إذا كان المتسابق خائفًا جدًا من إكمال حيلة، فسيتم استبعاده. إذا فشلوا في حيلة، فسيتم القضاء عليهم. لكن إذا نجحوا، فسيكونون على بعد خطوة واحدة من الجائزة الكبرى، 50000 دولار. | » |

قبل تقديم المتسابقين (وفي منتصف الطريق لساعتين خاصتين)، يقدم روغان إخلاء مسؤولية شفهيًا. تم تغيير الصياغة مع بعض الإصدارات، ولكن هذا هو الأكثر استخدامًا:
| « | أنا جو روغان وهذا هو "عامل الخوف". تم تصميم جميع الأعمال المثيرة التي توشك على رؤيتها والإشراف عليها من قبل محترفين مدربين. إنها خطيرة للغاية ويجب ألا يحاولها أي شخص في أي مكان وفي أي وقت. | » |

يتضمن الشكل العادي ثلاثة رجال وثلاث نساء - أو أربعة فرق مكونة من شخصين تربطهما علاقة موجودة مسبقًا - يتعين عليهم إكمال ثلاث حركات مهنية مثيرة للفوز بـ 50,000 دولار أمريكي. أشار روغان إلى أن الأعمال المثيرة لا تختبر فقط أي متسابقين / فرق جسديًا، ولكن عقليًا أيضًا. تم استبعاد أي متسابقين أو فرق كانوا خائفين جدًا من محاولة حيلة أو فشلوا في إكمال حيلة أو أداء حيلة ضعيفة من المنافسة. إذا أكمل متسابق واحد أو فريق واحد بنجاح الحيلة الأولى أو الثانية، فسيحصلون تلقائيًا على 25000 دولار ويتم التخلص من المتسابقين الآخرين في اللعبة بالإضافة إلى الفائز بالعودة المثيرة للجولة التالية للتنافس على المبلغ المتبقي 25000 دولار. إذا لم ينجح أي شخص في إكمال الحيلة الأولى أو الثانية بنجاح، فسيعود جميع المتسابقين والفرق التي تم إقصاؤها في اللعبة المثيرة إلى المهمة التالية للتنافس على مبلغ مخفض قدره 25000 دولار. لا تنطبق هذه القاعدة على الأعمال المثيرة غير الإقصائية؛ في هذه الحالات، سيتم نقل الجائزة إلى الجولة التالية. كان الاستثناء الوحيد لهذا في الموسم الأول، حيث إذا أكمل شخص واحد الحيلة، فاز المتسابق بـ 10000 دولار ولم يتم تخفيض الجائزة الكبرى البالغة 50 ألف دولار. في إحدى المرات، لم يكتمل الحيلة الأولى من قبل أي من المتسابقين الستة، ولم يتم الكشف عن كيفية التعامل مع ذلك (على الرغم من أن روغان ذكر «كالمعتاد» في حلقة مبكرة من الموسم الثاني، عندما لم يكمل أحد الحيلة الثانية - على الرغم من أنها المرة الأولى التي تحدث فيها - سيتم تخفيض الجائزة بنسبة 50٪). في الحلقة الأخيرة من الموسم الأول، أشار روغان ضمنًا خلال الجولة الثانية التي تضمنت تناول أجزاء مختلفة من الخنازير إلى أنه إذا فاز شخص واحد فقط بالمجازفة (بعد أن أكمل متسابق واحد فقط، مارتن بيتش، الحيلة السابقة بنجاح)، فعندئذٍ هذا الشخص سيحصل على جائزة 50000 دولار دون الحاجة إلى إكمال المهمة النهائية. مرة واحدة فقط في تاريخ عامل الخوف ذهبت جائزة الـ 50.000 دولار دون المطالبة بها في إحدى الحلقات. في 27 سبتمبر 2004، إصدار «أفضل الأصدقاء»، لم يتمكن أي من الفرق المتبقية من إكمال المهمة النهائية. في اللعبة، كان على أحد أعضاء كل فريق قيادة سيارة منحدر، بينما كان على العضو الآخر قيادة سيارة رياضية. كان على الشخص الذي يقود السيارة الرياضية أن يقودها على سرير الشاحنة عبر السيارة المنحدرة. إذا سقطت السيارة الرياضية من صندوق الشاحنة في أي وقت، فسيتم تصفية الفريق تلقائيًا. لو تم الانتهاء بنجاح، لكان الفريق الذي فعل ذلك الأسرع هو الفائز. ومع ذلك، فإن آخر المتسابقين المتبقين ابتعدوا بسيارتين من طراز مازدا للفوز بحيلة سابقة (انظر الحيلة الثانية). بعد الاستحواذ على يونيفرسال ستوديوز أوف فيفيندي من قبل الشركة الأم لشركة إن بي سي جنرال إلكتريك في عام 2004، يمكن للمتسابقين الفوز بالعطلات من أجل الترويج لقسم المنتزه الترفيهي في NBC العالمية في يونيفرسال أورلاندو أو الفوز برحلات إلى استديوهات عالمية في هوليوود.
ترتيب الأعمال المثيرة في حلقة نموذجية من عامل الخوف هو كما يلي:
الحيلة الأولى: تم تصميم الحيلة الأولى للاختبار الجسدي لكل من المتسابقين أو الفرق (على سبيل المثال، القفز من مبنى إلى آخر أو التعلق من طائرة هليكوبتر وجمع الأعلام على سلم). عادةً ما ينتقل الرجلان والمرأتان أو الفرق الثلاثة التي قدمت أفضل أداء (مثل أسرع وقت أو أبعد مسافة أو عدد الأعلام التي تم جمعها في فترة زمنية معينة) إلى الجولة الثانية. يتم القضاء على الآخرين. في الموسم السادس، كانت القاعدة المستخدمة أحيانًا هي أن الفريق الأفضل أداءً فاز بالقدرة على إقصاء الفريق الذي يختاره، مما يعني أن الفرق التي فشلت في إكمال المهمة أو كان لديها أسوأ أداء لا يزال بإمكانها التقدم إلى الدور التالي إذا الفريق الفائز لم يختار القضاء عليهم.
الحيلة الثانية: الهدف الثاني من التحدي العقلي للمتسابقين أو الفرق. الأنواع الثلاثة الأكثر شيوعًا من الأعمال المثيرة في الجولة الثانية هي تناول الأعمال المثيرة، والأعمال المثيرة للحيوان واسترجاع أو نقل الأعمال المثيرة. تنطوي حركات الأكل المثيرة على تناول أجزاء من الحيوانات الدنيئة، أو حشرات حية، أو خليط مخلوط من عناصر متعددة؛ تستلزم الأعمال المثيرة للحيوان غمر رأس الشخص أو جسده بالكامل في الحيوانات التي تعتبر مثيرة للاشمئزاز أو التخويف (مثل الجرذان أو العناكب أو الثعابين أو الديدان)؛ تتضمن عمليات الاسترجاع أو النقل المثيرة استرجاع العناصر أو الأشياء الإجمالية (غالبًا عن طريق الفم) المخبأة في مواد مثيرة للاشمئزاز (على سبيل المثال، الدم أو شحم الخنزير) أو الحيوانات الحية. في كثير من الأحيان، تتضمن الحيلة الثانية تحديًا لتحمل الألم أو تحدي تحمل الإحراج، مثل التغلب على المنافسين في غرفة الغاز المسيل للدموع، أو المشي على الزجاج المكسور حافي القدمين، أو الحصول على وشم، أو حلق رؤوسهم، أو الحصول على ثقوب أو تناول فلفل هابانيرو. باستثناء عمليات الاسترجاع أو النقل المثيرة، لا يتم عادةً استبعاد المتسابقين بعد هذه الحيلة إلا إذا فشلوا في إكمالها أو القيء قبل الانتهاء. في حالة الفرق، قد يتم استبعاد فريق واحد بسبب الأداء الأسوأ. في الحلقات اللاحقة، كانت القاعدة الشائعة (ولكن لم يتم استخدامها دائمًا) هي أنه لن يتم إقصاء أي شخص بعد الحيلة الثانية؛ بدلاً من ذلك، سيحصل المتسابق أو الفريق الذي كان أداؤه الأفضل على جائزة، مثل سيارة أو حزمة جائزة مماثلة في القيمة. في أغلب الأحيان، كان المتسابق أو الفريق ذو الأداء الأفضل يتمتع بامتياز اختيار الترتيب الذي يجب على المتسابقين أو الفرق الذهاب إليه لأداء المهمة التالية [لليوم التالي]. نادرًا ما يشارك روغان خلال العرض الأصلي للمسلسل في الحيلة الثانية، غالبًا كوسيلة لتشجيع المتسابقين على المشاركة. ومع ذلك، خلال حيلة تنطوي على الغاز المسيل للدموع في الموسم الثالث، غيرت الرياح اتجاهها وانفجر الغاز المسيل للدموع في اتجاه روغان وطاقم الكاميرا والمتسابقين الآخرين الذين لم يشاركوا في تلك اللحظة بالذات. في مناسبة أخرى خلال السلسلة الأولى، على الرغم من عدم بثها، أكل روغان ثلاث عيون غنم تمامًا كما كان على المتسابقين، حيث كانت أول حيلة '' جسيمة '' يتم تسجيلها في سلسلة الجري ولم يشعر بأنها عادلة على المتسابقين أن يذهبوا إليه بمفردهم، بينما كان يجلس يشجعهم.
الحيلة الثالثة: الحيلة الثالثة والأخيرة عادة ما تكون شيئًا من نوع متطرف من الحيلة التي شوهدت في فيلم أكشن. مثل الحيلة الأولى، عادةً ما تتضمن المرتفعات أو المياه أو المركبات أو مزيجًا من الثلاثة. من أجل تجنب العلاقات، هذه الحيلة تنافسية دائمًا. اللاعب أو الفريق صاحب أفضل أداء في هذه الجولة يفوز بالجائزة الكبرى، التي تبلغ عادةً 50000 دولار ويتمتع بامتياز إبلاغ روجان بأنه «من الواضح أن الخوف ليس عاملاً بالنسبة لك». بطبيعة الحال، في إحدى المرات التي لم يطالب فيها أحد بالجائزة البالغة 50000 دولار (حلقة أفضل الأصدقاء للموسم الخامس)، أبلغ روغان المتسابقين بدلاً من ذلك أنه «من الواضح أن الخوف هو عامل بالنسبة لك». ومع ذلك، سيفعل روغان ذلك أيضًا عندما لم يكمل أحد أحد الأعمال المثيرة السابقة، حتى عندما لم تكن الحيلة المعنية جولة إقصاء.

#### تنسيقات خاصة

##### عرض أربعة حيلة
كانت هذه عادةً حلقة مدتها 90 دقيقة تتميز بأربع حركات مثيرة بدلاً من ثلاثة. تم بث الحلقة الأولى من هذا النوع في الموسم الثالث وكانت ملحوظة في حيلة تنطوي على ثقب الجسم. في المواسم 4-6، كانت واحدة على الأقل من الأعمال المثيرة الأربعة عبارة عن حيلة غير إقصائية يتنافس فيها المتسابقون على جائزة. تم استخدام التنسيق المكون من أربعة حركات أحيانًا جنبًا إلى جنب مع الحلقات ذات الطابع الخاص، مثل عامل الخوف العائلي والتوائم عامل الخوف والشكر عامل الخوف. في الموسم الخامس، تنافس ستة متسابقين من برامج الواقع الأخرى في حلقة من أربع حركات مدتها ساعتان مقابل 50000 دولار.

##### مسابقات ممتدة
تألفت بعض مسابقات عامل الخوف من خمسة أو أكثر من الأعمال المثيرة وظهرت على جائزة كبرى متزايدة. تم تقديم هذه المسابقات دائمًا على شكل حلقات متعددة الأجزاء أو حلقات واحدة مدتها ساعتان. أولى هذه المسابقات كانت بطولات الأبطال في الموسمين 2 و 3 (انظر أدناه). تضمن الموسم الرابع عرضًا أوليًا لموسم مدته ساعتان تنافس فيه 12 متسابقًا في ست حركات مثيرة للفوز بجائزة كبرى قدرها 1,000,000 دولار؛ وحلقة لاس فيجاس المكونة من جزأين وستة حركات حيث سيكون للفائز فرصة للفوز بما يصل إلى 100000 دولار بناءً على أدائه في الجولة النهائية (سيتعين عليهم بعد ذلك المراهنة بنصف أرباحهم على يد لعبة ورق). تضمن الموسم السادس مسابقتين من ثلاث حلقات وستة حركات («عامل الخوف النفسي» و «عامل الخوف لنجوم الواقع»). تضمن الموسم السابع مسابقتين خماسيتين تنافست فيهما خمسة فرق على جائزة كبرى قدرها 100000 دولار؛ تم بث الحلقة الأولى كحلقة واحدة مدتها ساعتان، وتم بث الثانية على جزأين.
بطولة الأبطال: اختتمت المواسم 2–3 بدورة الأبطال التي تضم الفائزين في كل حلقة من تلك المواسم وجائزة كبرى قدرها 100000 دولار. في الموسم الثاني، تم تقسيم الفائزين الـ 13 من غير المشاهير إلى مجموعات من ثمانية رجال وخمس نساء. بالنسبة للألعاب البهلوانية الأربع الأولى، تنافس الرجال بين الرجال والنساء بين النساء في اثنتين من الأعمال المثيرة لكل منهما. اضطر الرجال إلى رفع علم من صندوق مغلق بينما كانوا معلقين في الهواء وأكلوا ثلاثة عناصر مختلفة من طاولة. كان على النساء جمع الأعلام أثناء وجودهن على قمة طائرة واستعادة ثلاثة أعمدة من دبابة بها تمساح. قلصت الأعمال المثيرة المتسابقين من ثمانية رجال وخمس سيدات إلى رجلين وامرأتين سيتنافسان، في النهاية، ضد بعضهما البعض على الجائزة الكبرى باستخدام مفتاح لتفعيل بوق أثناء ركوب شاحنة مسرعة. في الموسم الثالث، تم تقسيم الفائزين الـ 24 إلى مجموعتين من 12، كل منها تضم سبعة رجال وخمس نساء. في الحلقة نصف النهائية الأولى، تم قطع المجموعة من 12 إلى ستة إلى ثلاثة إلى اثنين من المتأهلين للتصفيات النهائية. في الحلقة الثانية نصف النهائية، تم قطع المجموعة من 12 إلى 6 في الجولة الأولى، ثم تنافس الرجال بين الرجال، وتنافس الرجال بين النساء في الجولة الثانية، ثم آخر أربعة متسابقين، رجلين وامرأتين، تم قطعها إلى اثنين من المتأهلين للتصفيات النهائية. فاز كل متسابق نهائي بسيارة Mazda RX-8 لعام 2004 وفرصة بسعر 100000 دولار. في النهائيات، تنافس المتسابقون الأربعة في ثلاث حركات مثيرة. قضت كل حيلة على متسابق واحد وحددت الحيلة النهائية الفائز.
عامل الخوف للأزواج: كل من المواسم 4-5 تضمنت مسابقات عامل الخوف للأزواج التي لعبت أكثر من سبع حلقات وتميزت بجائزة كبرى قدرها 1,000,000 دولار. تنافس تسعة أزواج في 17 عملًا مثيرًا في الموسم 4 وتنافس ثمانية أزواج في 14 عملًا مثيرًا في الموسم 5. في الموسم 4، احتوت كل حلقة على اثنتين أو ثلاث حركات، مع حيلة واحدة على الأقل كانت حيلة غير إقصائية. في الموسم الخامس، تميزت كل حلقة بعمليتين مثيرتين؛ الأول كان دائمًا حيلة غير إقصائية والثاني عادةً ما يقضي على الفريق بأسوأ أداء. على عكس الشكل العادي، تم استبعاد فريق واحد فقط في كل حيلة إقصائية؛ إذا فشلت عدة فرق في العمل، فإن الفرق التي نجحت ستصوت على الفريق الذي فشل في القضاء عليه. عرضت كل حيلة تقريبًا جائزة (على سبيل المثال، السيارات، والإجازات، وبطاقات الائتمان المحملة مسبقًا، وفرصة لسرقة الجائزة المرغوبة من فريق آخر) أو حافزًا بقيمة 10000 دولار أمريكي للفريق الذي يتمتع بأفضل أداء. تحتوي حلقات عامل الخوف للأزواج على اختلافات أسلوبية معينة عن التنسيق العادي، بما في ذلك تسلسل افتتاح مختلف ومقابلات على الشاشة مع المتسابقين (عادة ما تقدم الحلقات العادية مقابلات بتنسيق التعليق الصوتي فقط).
عامل الخوف النفسي: مسلسل من ثلاث حلقات تنافس فيه ستة أزواج في ست حركات مثيرة لجوائز نقدية وجوائز متنوعة، بما في ذلك جائزة كبرى قدرها 250 ألف دولار. تمحورت الأعمال المثيرة حول فندق بيتس على مجموعة فيلم الرعب النفسي الأصلي من صور قصوى. على عكس حلقات عامل الخوف الأخرى ، كان يُطلب من المتسابقين النوم في موتيل بيتس القذر بين الأعمال المثيرة وتعرضوا لمقالب عامل الخوف والتحديات الصغيرة أثناء تواجدهم في الموتيل.
عامل الخوف لنجوم الواقع: مسلسل من ثلاث حلقات تنافست فيه خمسة فرق من نجوم تلفزيون الواقع في ست حركات مثيرة على العديد من النقود والجوائز ، بما في ذلك جائزة كبرى قدرها 150 ألف دولار. تميزت الفرق بـ جوني فيربلاي وتويلا تانر من الناجي وجوناثان بيكر وفيكتوريا فولر من السباق الرائع وكريج ويليامز وتانا جورتس من المتدرب والميز وتريشيل كاناتيلا من العالم الحقيقي وأنطوني فيدوروف وكارمن راسموسن من أمريكان أيدول. فاز المسلسل كل من الميز وكاناتيلا.

##### تنسيقات أخرى
خاص بالمشاهير (المواسم الثاني والثالث والسادس): في المواسم 2-3، تم عرض الحلقات مع المتسابقين المشاهير بالتنسيق العادي ، باستثناء أن المتسابقين كانوا يلعبون للأعمال الخيرية. ستحصل المؤسسة الخيرية للمتسابق الفائز على 50000 دولار وستتلقى الجمعيات الخيرية الأخرى للمتسابقين مبلغًا أقل (10000 دولار أو 25000 دولار). في الموسم السادس ، اجتمع ثمانية متسابقين من المشاهير في فرق مكونة من اثنين في أول عملتين مثيرتين لكنهم تنافسوا بشكل فردي في الجولة الأخيرة. ستيفن بالدوين ، كيفن ريتشاردسون وآلان ثيك من بين المشاهير الذين تنافسوا في فيلم عامل الخوف. تضمن الموسم الثاني حلقة ضمت ستة من نجوم دبليو دبليو أي ؛ فاز بها مات هاردي.
عرض الكل الإجمالي (المواسم الثلاثة والسادسة): اتبعت جميع الأعمال المثيرة الثلاثة في هذا العرض تنسيق الحيلة الثانية (الإجمالية) كما هو موضح أعلاه. تضمنت الحلقة الأولى من هذا القبيل التمايل بحثًا عن أشياء في وعاء يحتوي على 50 جالونًا من دم البقر. في المواسم 4-5، تم استخدام التنسيق الإجمالي للحلقات ذات الطابع الهالوين. في الموسم السادس ، تضمنت حلقة «عامل الخوف من المزرعة» جميع الأعمال المثيرة الجسيمة.
الأعمال المثيرة للفريق المختلط والفرد (المواسم الثاني والخامس والسادس): في معظم الحلقات ، تنافس المتسابقون بشكل فردي أو في فرق من اثنين للمنافسة بأكملها. ومع ذلك ، كانت هناك ثلاث حلقات حيث اجتمع المتسابقون في فرق للمغامرة الأولى و / أو الثانية ولكنهم تنافسوا بشكل فردي في الجولة الأخيرة. كان المثال الأول من هذا هو حلقة من الموسم الثاني حيث تنافس ثلاثة أزواج من التوائم كفرق في أول حيلة وتنافسوا بشكل فردي في الحالتين الأخريين. في الموسم الخامس «نيويورك ضد لوس أنجلوس» الحلقة ، حيلة الأولى ضيّقت مجموعة من ثمانية متسابقين إلى أربعة (رجل وامرأة من كل مدينة)؛ ثم اجتمع المتسابقون من نفس المدينة في الجولة الثانية وتنافس جميع المتسابقين كأفراد في الجولة النهائية. في إحدى حلقات المشاهير في الموسم السادس ، كان المتسابقون يتنافسون كفرق في أول عملتين مثيرتين وبشكل فردي في الجولة الأخيرة. في الحلقة الأخيرة ، سُمح للمتسابقين بمحاولة الأعمال المثيرة بمفردهم إذا استقال شريكهم قبل بدء الحيلة.
العروض الخاصة للعطلات (المواسم 3-5): على مدار المسلسل ، أنتج عامل الخوف ثلاث حلقات لعيد الميلاد وحلقتين من الهالوين وحلقة عيد الشكر. تضمنت حلقات عيد الميلاد حركات مثيرة تحت عنوان عيد الميلاد ولكن تم لعبها بالشكل العادي. اتبعت حلقات عيد الهالوين التنسيق الإجمالي ، واتبعت حلقة عيد الشكر تنسيق الحركات الأربع.
عرض لاس فيغاس (المواسم 3-5): أقيمت الأعمال المثيرة في العديد من الفنادق والكازينوهات في لاس فيغاس. كان مطلوبًا من الفائز في العرض أن يراهن على الأقل بنصف أرباحه على يد واحدة من لعبة ورق ، مع فرصة لمواصلة المقامرة إذا نجح.
المتسابقون الخاصون (المواسم 2-7): تضمنت بعض الحلقات نوعًا معينًا من المتسابقين (لا سيما العارضات ، جميع الإناث ، التوائم ، العسكريين ، نجوم تلفزيون الواقع ، النزوات والمهوسون ، الصغار والكبار ، المتسابقون العائدون) أو فرق مع متسابق محدد نوع العلاقة (على سبيل المثال ، الأزواج ، المتزوجون حديثًا ، الأشقاء ، أفضل الأصدقاء ، فرق الوالدين / الأطفال ، exes). تم لعب العديد من هذه الحلقات بالتنسيق العادي ، على الرغم من أن بعضها استخدم تنسيقًا رباعيًا أو منافسة ممتدة.
لعبة Fear Factor Super Bowl Halftime Show (الموسم 2): لعبت بالتنسيق العادي مع Playboy Playmates. تم بث الحيلة الأولى كبرمجة مضادة لعرض نهاية الشوط الأول في Super Bowl وانتهت قبل بدء الربع الثالث من اللعبة مباشرة. تم عرض الحالتين المتبقيتين مباشرة بعد المباراة كبرمجة مضادة إلى عرض Super Bowl.
ملكة جمال الولايات المتحدة الأمريكية (المواسم 3-5): لعبت بالشكل العادي مع متسابقات ملكة جمال الولايات المتحدة الأمريكية ، حيث احتفظ المتسابق الفائز بمبلغ 25000 دولار ومنح 25000 دولار لمؤسسة خيرية من اختيارهم. لم يكن هناك إصدار Miss USA في الموسم السادس من Fear Factor ، حيث أنتجت NBC نسخة Miss USA من Deal or No Deal بدلاً من ذلك ؛ كانت متسابقات ملكة جمال الولايات المتحدة عارضات حقائب للحلقة بأكملها. المرة التالية التي سيشارك فيها مندوبو ملكة جمال الولايات المتحدة الأمريكية في عرض لعبة كانت في عام 2010 في Minute to Win It. لم تكن نسخة Miss USA موجودة في الموسمين الأخيرين من العرض ، حيث كان التنسيق الحالي يضم أربعة فرق من شخصين.
موعد المكفوفين (الموسم 6): تم تقديم أربعة رجال عازبين إلى أربع نساء عازبات ، وحصل إما على النساء (في الحلقة الأولى) أو الرجال (في الحلقة الثانية) على اختيار شريكهم من بين المتسابقين المتاحين من الجنس الآخر. ثم تم لعب اللعبة بالشكل المعتاد ، حيث قام الفريق الفائز بتقسيم الجائزة.
الحرمان من النوم (الموسم 4): تنافس خمسة أزواج مختلطة من المتسابقين كفرق بالشكل العادي ، مع استثناء واحد: كان على المتسابقين البقاء مستيقظين لمدة 48 ساعة من المسابقة. إذا نام أحد المتسابقين في أي وقت قبل اكتمال المهمة النهائية ، فسيتم القضاء على فريقه. كانت هذه هي الحلقة الوحيدة في السلسلة بأكملها (الأصلية أو التي تم إحياؤها) التي يمكن فيها القضاء على المتسابقين في فترة التوقف بين الأعمال المثيرة.
سرقة مليون دولار: (الموسم السادس): تُلعب في شكل الفرق العادية ، ولكن بدلاً من التنافس على الجائزة العادية التي تبلغ قيمتها 50000 دولار ، كانت الفرق تتنافس وجهاً لوجه من أجل «سرقة» ما يصل إلى 1,000,000 دولار من الذهب من شاحنة مدرعة مغمورة في الماء من أجل حيلتهم النهائية. الفريق الذي «سرق» أكبر قيمة من الذهب خلال المهلة الزمنية سيفوز بالمبلغ الإجمالي الذي يجمعه كلا الفريقين.
غزو المنزل: تم تضمين هذا المقطع القصير في نهاية كل حلقة من الموسم السادس. تضمنت روغان الذهاب إلى منازل مختلفة في جميع أنحاء أمريكا وتحدي عائلة للتنافس في حيلة. عادة ما تتضمن كل حيلة المتسابقين تحت مهلة زمنية (عادة دقيقة واحدة) تناول أو التمايل في شيء غير مرغوب فيه أو غير مرغوب فيه. إذا نجحت ، ستربح العائلة ما يصل إلى 5000 دولار على شكل بطاقات ائتمان محملة مسبقًا من Capital One.

### تنسيق إم تي في (2017-2018)
استمر إحياء عامل الخوف في إم تي في في استخدام تنسيق أربعة فرق مكونة من شخصين يتنافسان في ثلاثة تحديات للحصول على جائزة كبرى بقيمة 50000 دولار، كما في الموسمين الأخيرين من سلسلة هيئة الإذاعة الوطنية. مع بدء العرض، يعطي لوداكريس إخلاءًا لفظيًا. لقد تغيرت الصياغة مع بعض الإصدارات، ولكن هذه صيغة شائعة الاستخدام:
| « | تم تصميم واختبار التحديات التي توشك على رؤيتها من قبل محترفين مدربين. إنها سخيفة للغاية ولا ينبغي أبدًا أن يحاولها أي شخص، في أي مكان، أو في أي وقت. هذا هو عامل الخوف على إم تي في. | » |

ومع ذلك، فإن ترتيب الأعمال المثيرة، وكذلك بعض القواعد، يختلف عن التنسيق الأصلي. كانت كل حلقة في الموسم الأول من إصدار إم تي في تحتوي على ثلاث جولات محددة: تغلب على الوحش، وواجه مخاوفك، والخوف النهائي.
تغلب على الوحش: تتحدى هذه الحيلة المتسابقين للتغلب على خوفهم من شيء زاحف (عادة ما تكون الكائنات الحية تعتبر جسيمة أو مخيفة) وتتبع عمومًا نفس تنسيق الأعمال المثيرة للحيوانات من الحيلة الثانية من الإصدار الأصلي. الفريق صاحب أفضل أداء في هذه الجولة يربح "FearVantage"، وهي ميزة في الجولة التالية (مثل اختيار الترتيب).
واجه مخاوفك: هذا تحد مصمم خصيصًا لخوف مشترك بين جميع المتسابقين في حلقة معينة. تختلف طبيعة هذه الحيلة بشكل كبير اعتمادًا على مخاوف المتسابقين.
الخوف النهائي: هذه حيلة بدنية شديدة تتبع نفس تنسيق الحركات البهلوانية الأولى والثالثة من الإصدار الأصلي من العرض. الفريق صاحب الأداء الأفضل يفوز بالجائزة الكبرى التي تبلغ 50 ألف دولار.
تخلى الموسم الثاني عن الجولات المصنفة و FearVantages لكنه استمر في اتباع الشكل العام للجولتين الأوليين التي تتكون من الأعمال المثيرة و / أو الأعمال المثيرة الجسدية الصغيرة، تليها حيلة بدنية شديدة في الجولة النهائية.

## الجدل
تلقى «عامل الخوف» انتقادات من عامة الناس بشكل رئيسي بسبب الحيلة الثانية للمسلسل، والتي تهدف إلى إثارة اشمئزاز المشاهدين. أعربت جمعية الرفق بالحيوان الأمريكية عن مخاوفها من السماح بإصابة حيوانات مختلفة وحتى قتل الحشرات عن طريق أكلها حية أثناء تصوير العرض بالفيديو. كما كشفت الجمعية أن مدربي الحيوانات المحترفين رفضوا العمل في العرض لأن منتجي فيلم عامل الخوف طالبوا بحركات بهلوانية تخالف إرشادات الجمعية. في كانون الثاني (يناير) 2005، ظهرت حلقة تتضمن فئرانًا مخلوطة تم بثها في وقت الذروة العادي. أوستن آيتكن، مساعد قانوني بدوام جزئي من كليفلاند، رفع دعوى قضائية ضد هيئة الإذاعة الوطنية مقابل 2.5 مليون دولار أمريكي لبث العرض، مدعيا أنه شعر بالاشمئزاز الشديد من مشاهدة الحيلة، وارتفع ضغط دمه لدرجة أنه شعر بالدوار والدوار وتقيأ بعد ذلك. كان ارتباكه شديدًا لدرجة أنه ركض إلى المدخل وأصاب نفسه بجروح خطيرة. بعد شهرين، ألغى قاضي المقاطعة الأمريكية ليزلي ويلز الدعوى على أساس حماية التعديل الأول. كما تم انتقاد عامل الخوف من قبل المرافق الكهربائية الأمريكية الرئيسية لحلقة تطلبت من المتسابقين التسلق عبر محطة كهربائية فرعية محاكاة مع «أسلاك مكهربة» مليئة بالشرر المحاكاة والأصوات الكهربائية المضافة في مرحلة ما بعد المعالجة. أصدر معهد إديسون للكهرباء تحذيرًا بشأن الحلقة، خوفًا من أن يحاول المشاهدون التسلق عبر محطة فرعية حقيقية مع نتائج قاتلة محتملة. حلقة مقررة أصلاً في 30 كانون الثاني (يناير) 2012، تضم متسابقين يشربون السائل المنوي للحمير والبول، وقد رفضته قناة هيئة الإذاعة الوطنية، التي بثت بدلاً من ذلك إعادة عرض. في 31 كانون الثاني (يناير) 2012، ظهر اثنان من المتسابقين، الشقيقتان التوأم كلير وبرين أوديوسو، في برنامج عرض كاوهيد على محطة إذاعية Tampa Bay WHPT للتحدث عن تجربتهما في تلك الحلقة؛ ومع ذلك، وفقًا لموقع تي ام زي، حذر منتجو عامل الخوف الأخوات أوديوسو من مواصلة أي نقاش حول البرنامج، لأن القيام بذلك من شأنه أن يضعهم في انتهاك لاتفاقيات السرية الخاصة بهم.

## المنتجات العرضية وجذب المتنزهات
نتج عن عامل الخوف أيضًا العديد من المنتجات العرضية:
- تم نشر لعبة تسمى عامل الخوف: مطلق العنان بواسطة الورك التفاعلية لـ غيم بوي أدفانس.[6]
- تم نشر لعبة لوحة عامل الخوف بواسطة ماستير بييسيس.[7]
- كان هناك العديد من الكتب المبنية على عامل الخوف، مثل كتاب الطبخ عامل الخوف وعامل الخوف جنون ليبس.
- براند نيو كاندي، ذ. صنع العديد من الحلوى الجديدة بناءً على عامل الخوف، بما في ذلك مقل العيون.
- افتتحت لعبة عامل الخوف لايف المثيرة للجاذبية في المنتزه الترفيهي في اكسبو العالمى في يونيفرسال ستوديوز فلوريدا في أورلاندو، فلوريدا وفي القطعة العلوية في يونيفرسال ستوديوز هوليوود في هوليوود، كاليفورنيا في ربيع 2005. منذ ذلك الحين تم استبدال جاذبية هوليوود بـ مخلوق من ال بلاك لاجون: الموسيقى.
- شارك ثمانية أبطال من عامل الخوف في إصدار خاص من الحلقة الأضعف تم بثه في الأصل في 13 أغسطس 2001. كانت الحلقة جديرة بالملاحظة حيث تم الفوز بـ 22500 دولار فقط؛ كانت هذه أدنى درجة في إصدار هيئة الإذاعة الوطنية من العرض.

## روابط خارجية
- عامل الخوف على موقع IMDb (الإنجليزية)
- عامل الخوف على موقع كينوبويسك (الروسية)
- عامل الخوف على موقع قاعدة بيانات الفيلم (الإنجليزية)
- عامل الخوف في هيئة الإذاعة الوطنية
- عامل الخوف (إصدار 2011) في هيئة الإذاعة الوطنية
- عامل الخوف (إصدار 2017) نسخة محفوظة 27 مايو 2017 على موقع واي باك مشين. في إم تي في
- عامل الخوف في هيئة الإذاعة الوطنية - إعلان إحياء 2011
- مورغان، يوحنا (16 يناير 2004 - 11:42 صباحًا). "عامل الخوف لا يخاف من الطبيب". الولايات المتحدة الأمريكية اليوم. مؤرشف من الأصل في 2013-01-05. اطلع عليه بتاريخ 18 أكتوبر 2021. {{استشهاد بخبر}}: تحقق من التاريخ في: |تاريخ= (مساعدة) (مقال عن العوامل الصحية والمخاطر الصحية للعرض)